# 柳範
柳範（？—？），蒲州解县人，出自河东柳氏西眷，唐朝官员。

## 生平
贞观年间柳範为侍御史。当时吴王李恪喜欢打猎，损害居民，柳範上奏弹劾。唐太宗于是对侍臣说：“权万纪不能匡正我儿李恪，其罪当死。”柳範进奏：“房玄龄事陛下，都不能谏止打猎，岂能独自怪罪权万纪？”太宗大怒，拂衣而入。过了一会，单独召见柳範：“为什么当廷触怒我？”柳範说：“臣闻主圣臣直，陛下仁明，臣敢不尽愚直。”太宗之怒于是消解。唐高宗时，柳範历任尚书右丞、扬州大都督府长史。他的孙女是唐玄宗的柳婕妤，是延王李玢的母亲。

## 家庭

### 祖父
- 柳帶韋，北周黃門侍郎、康城愷公

### 父母
- 柳祚，隋朝司勛侍郎
- 裴斯聃，出自河东裴氏东眷裴，中书侍郎、河内郡太守、赠甘州刺史裴德欢曾孙女，通直散骑侍郎、河东郡大中正、赠汾州刺史裴静虑孙女，广武郡博陵郡二郡太守、赵许二州长史、上仪同三司、益都县开国伯裴景凤之女，封长乐县太君

### 子孫
- 柳齊物，睦州刺史
  - 柳喜
    - 柳賁
    - 柳並，字伯存，殿中侍御史
      - 柳道倫

    - 柳淡，字中庸，洪府戶曹參軍
    - 柳中行
    - 柳寀
      - 柳翰，字周臣
      - 柳陟，字堯卿

  - 柳婕妤

## 延伸阅读
[在维基数据编辑]
 《新唐書·卷112》，出自《新唐書》